# Johann Adam Pollich
Johann Adam Pollich  (Kaiserslautern, 1 de janeiro de 1740 – 24 de fevereiro de 1780) foi um médico e botânico alemão.